# Giovanni Battista Ferrandini
Giovanni Battista Ferrandini, né Zaneto Ferrandini, né à Venise (Italie) le 12 octobre 1709 et mort à Munich (électorat de Bavière) le 25 septembre 1791 à l'âge de 81 ans, est un compositeur italien des périodes baroque et classique.
Il ne doit pas être confondu avec Antonio Ferradini, né à Naples vers 1718 et mort à Prague en 1779, 

## Biographie
D'abord élève d'Antonio Biffi à Venise, il est venu enfant à Munich. Le 15 mai 1722, il obtient le poste de premier hautbois de la cour du duc Ferdinand de Bavière et y reste jusqu'en 1726. En 1723, il cumule un poste pour le prince-électeur. Avec Steffano Ferrandini, dont on pense qu'il est le frère, il travaille comme hautboïste à la cour de l'électeur jusqu'en 1745. En 1732, il est des musiciens de chambre de la cour de Karl Albrecht. En 1735, il abandonne son nom de baptême, Zaneto, en faveur de Giovanni Battista.
Le 1er juillet 1737, il a été fait « directeur de la musique de chambre ». La même année, l'éditeur Le Cène publie ses « VI sonate a flauto traversière a basso », opus 1 à Amsterdam. L'opus 2, suit à Paris chez Boivin et Le Clerc : « VI sonate a flauto traverso o oboe, o violino, basso continuo ».
Souffrant, il obtient la permission d'un séjour à Padoue et reste pensionné, écrivant d'autres opéras pour la cour. Leopold et Wolfgang Amadeus Mozart lui rendent visite à Padoue, en mars 1771. Le jeune Mozart joue au clavecin devant le musicien. En 1778, sa pension est réduite et vers 1790, il retourne à Munich où il meurt en 1791.

## Œuvres
Ferrandini laisse majoritairement des œuvres vocales, composées d'opéras tous écrits pour la cour de Munich, quelque 75 cantates, 42 canzonette, 60 arias. Son œuvre instrumentale comporte les opus 1 et 2 pour flûte, plus de 5 symphonies, 5 concertos pour flûte, et 3 sonates en trio.

### Opéras
- Giordo (22 octobre 1727)
- Il Sacrifico Invalido (10 juillet 1729)
- Adriano in Siria (1737, Munich). Livret de Pietro Metastasio.
- Catone in Utica (12 octobre 1753, Munich) écrit pour l'inauguration du Théâtre Cuvilliés.
- Componimento dramatico per l'incoronatione di Carlo VII [Musique pour le couronnement de Charles VII ] à Francfort (12 février 1742)

### Cantates
- Cantate Il pianto di Maria, 1739 (longtemps faussement attribué à Georg Friedrich Haendel comme HWV 234: Il pianto di Maria)
- Cantate pour la semaine sainte : O spettacolo pur troppo funesto. Ecco quel tronco (enregistrement : Elisabeth Scholl, Echo du Danube (2005, Accent)